# Tan Jiaxin
Tan Jiaxin (谭佳薪S, Tán JiāxīnP; Changsha, 3 dicembre 1996) è una ginnasta cinese.

## Palmarès

### Olimpiadi
- 1 medaglia:
  - 1 bronzo (Rio de Janeiro 2016 a squadre)

### Mondiali
- 2 medaglie:
  - 2 argenti (Nanning 2014 a squadre; Glasgow 2015 a squadre)

### Giochi asiatici
- 1 medaglia:
  - 1 oro (Incheon 2014 a squadre)

### Campionati asiatici
- 1 medaglia:
  - 1 oro (Bangkok 2017 a squadre)

### Giochi dell'Asia orientale
- 3 medaglie:
  - 2 ori (Tianjin 2013 a squadre; Tianjin 2013 nelle parallele asimmetriche; Tianjin 2013 nel volteggio)